# 騎士道物語
騎士道物語（きしどうものがたり、フランス語: Roman courtois, Roman de chevalerie; 英語: Romance, chivalric romance; スペイン語: Libros de caballerías, Romance）とは中世ヨーロッパに発展した文学のジャンルで、騎士道をテーマとする韻文および散文の物語。宮廷文学、ロマンス、騎士道ロマンス、騎士文学、騎士道小説ともいわれる。騎士の武勲や恋愛を取上げている。
11世紀頃からフランスを中心に発達し、吟遊詩人により歌われた武勲詩（シャンソン・ド・ジェスト）がさらに発展したものである。初期は韻文作品のみだが、後期には散文作品も作られた。それまでのラテン語ではなくフランス語、スペイン語などのロマンス諸語で書かれたという点も重要である。つまり重々しさのない庶民の言葉で語られ、記述された。
本来は騎士の武者修業(Knight-errant)について書かれた物語であるが、典型的なストーリーは、騎士が見知らぬ土地を冒険し、美しい貴婦人の為に住民達を苦しめる強大な敵（しばしばドラゴンや巨人といった想像上の怪物を含む）を倒し王に認められるというもので、ヒロイック・ファンタジーや恋愛小説の原型といえる。
騎士道物語は16世紀までに最盛となりその後下火となる。セルバンテスによる17世紀の大作『ドン・キホーテ』は、スペイン文学の画期となり古典となったが、それ以前に乱造された騎士道物語を風刺したパロディであった。なお作中でドン・キホーテが愛読する作品は『アマディス・デ・ガウラ』と『ティラン・ロ・ブラン』である。
「ロマンス」の語が後に恋愛小説を意味することになるのは、後期のフランス騎士物語が宮廷恋愛に重点を置くようになった事を発端とし、ホレス・ウォルポールによる『オトラント城奇譚』を経てアン・ラドクリフらの活躍以後、すなわち18世紀末以後の傾向である。
騎士道物語とよく似た主題あるいは筋書きは、近・現代のファンタジー文学の成立（ウィリアム・モリス、ロード・ダンセイニ、J・R・R・トールキンら）を経由して、映画（『スターウォーズ』など）、漫画、ロールプレイングゲーム（『ダンジョンズ&ドラゴンズ』『ドラゴンクエスト』シリーズなど）に形を変え、現代まで展開されている。

## 主なジャンルと作品
- アーサー王物語（ブルターニュもの） - アーサー王とその円卓の騎士達を題材にしたもの
  - ランスロまたは荷車の騎士
  - トリスタンとイゾルデ
  - ガウェイン卿と緑の騎士
  - 聖杯探求
  - アーサー王の死
- フランスもの - シャルルマーニュとその騎士（パラディン）達を題材にしたもの。
- ローマもの - アキレウスやアレクサンドロス3世（大王）、カエサルなど、ギリシア・ローマの英雄を題材にしたもの。古代の人々を中世の観点から描いているため、過度のアナクロニズムが見られる。
  - ペルセフォレスト
- スペイン騎士道物語 - アーサー王物語がイベリア半島へ伝播した後スペイン語で書かれるようになった作品
  - 騎士シファルの書
  - アマディス・デ・ガウラ (ガウラ国のアマディス)
  - ティラン・ロ・ブラン
  - ドン・キホーテ

## 代表的な作家
- ブリテンのトマ
- クレティアン・ド・トロワ
- ハルトマン・フォン・アウエ
- ヴォルフラム・フォン・エッシェンバッハ
- ゴットフリート・フォン・シュトラースブルク
- トマス・マロリー